# Fluggastrechte
Als Fluggastrechte bezeichnet man im Reiserecht und Verbraucherschutz die Rechte für Flugreisende.
Sie ergänzen die allgemeinen zivilrechtlichen Ansprüche von Passagieren und dienen vor allem dazu, Fluggesellschaften bei Flugunregelmäßigkeiten zu Ausgleichsleistungen zu verpflichten. Zu wesentlichen Teilen sind Fluggastrechte im europäischen Rechtsraum in der Fluggastrechte-Verordnung, international auch durch das Montrealer Übereinkommen normiert.

## Geschichte der EU-Fluggastrechte-Verordnung
Am 11. Februar 2004 verabschiedeten Europäisches Parlament und Rat den aktuellen Rechtsakt (Verordnung (EG) Nr. 261/2004 bzw. Fluggastrechte-VO). Die Verordnung trat daraufhin am 17. Februar 2005 in Kraft und löste die Verordnung (EWG) Nr. 295/91 (Über eine gemeinsame Regelung für ein System von Ausgleichsleistungen bei Nichtbeförderung im Linienflugverkehr) ab. Ihre Gültigkeit und Primärrechtskonformität bestätigte der Europäische Gerichtshof am 10. Januar 2006 mit einem Urteil im Vorabentscheidungsverfahren zur Rechtssache C-344/04. Kläger in einem britischen Ausgangsverfahren waren die internationale Luftfahrtvereinigung IATA sowie die Vereinigung europäischer Billigfluggesellschaften ELFAA.
Seither gilt die Verordnung unverändert fort. Zwar präsentierte die Europäische Kommission im Frühjahr 2013 einen Vorschlag zur Überarbeitung der Fluggastrechte-Verordnung, um Teile der Rechtsprechung des EuGH in die Verordnung zu integrieren. Jedoch erzielte seither der Rat der Europäischen Union keine Einigung.
Um die Auslegung der Fluggastrechte-VO unionsweit zu vereinheitlichen, veröffentlichte die EU-Kommission 2016 Leitlinien zur Anwendung der Vorschrift. Sie fassen vor allem die bisherige Urteilspraxis zusammen.
Im Rahmen der COVID-19-Pandemie häuften sich Berichte über Fluggesellschaften und Reiseveranstalter, die trotz einer Annullierung den Flugpreis nicht innerhalb der vorgeschriebenen Zeit (7 Tage) zurückerstatteten. Die EU stellte daraufhin in einer Auslegungsleitlinie erneut klar, dass dies rechtswidrig ist.
Im Mai 2025 erarbeitete der Rat der Europäischen Union einen Reformvorschlag für die Fluggastrechteverordnung, der eine effektivere Durchsetzung der Rechte für Verbraucher ermöglichen sollte, gleichzeitig aber die Anspruchsvoraussetzungen für die Rechte dergestalt verschärfen sollte, dass eine Ausgleichsleistung erst ab vier Stunden Verspätung zu leisten sei, bei Langstreckenflügen erst ab neun beziehungsweise zwölf Stunden. Der Vorschlag wurde am 17. Juni 2025 im Europäischen Parlament diskutiert, und bei mehrheitlicher Ablehnung ein Gegenvorschlag präsentiert, der keine Anhebung der Verspätungsgrenzen vorsah, sondern vielmehr verlangte, dass Fluggäste ein Handgepäckstück prinzipiell kostenlos mitführen dürfen.

## Anwendungsbereich
Die Fluggastrechte-VO findet Anwendung auf sämtliche Flüge, die in der EU angetreten werden. Ebenso gilt die Verordnung für Flüge, die von einer Fluggesellschaft mit Sitz in der EU, in anderen EWR-Mitgliedstaaten wie Island und Norwegen oder in der Schweiz durchgeführt werden und einen Flughafen in der EU als Ziel haben.
Ferner galten die Fluggastrechte nach dem Austritt Großbritanniens aus der EU während des Übergangszeitraums bis Ende 2020 im Vereinigten Königreich zunächst weiter. Für die Zeit danach kündigte die britische Regierung zunächst an, den Schutzstandard der Fluggastrechte-VO fortgelten lassen zu wollen. Der Abschluss des Handels- und Kooperationsabkommens änderte die Anwendbarkeit der Fluggastrechte-VO jedoch ab 1. Januar 2021 dahingehend, dass das Vereinigte Königreich wie ein Staat außerhalb der EU behandelt wird und nicht mehr wie ein Mitgliedsstaat der Europäischen Union.
Keine Anwendung finden die Vorschriften der Fluggastrechte-VO auf Flüge aus Drittländern mit in Drittländern registrierten Luftfahrtunternehmen in die EU. Für den Flughafen Gibraltar ist die Vereinbarung ausgesetzt.
Auf Flügen außerhalb der EU kommt allenfalls das Reiserecht der jeweils einschlägigen außereuropäischen Rechtsordnungen in Betracht. Verglichen mit der Fluggastrechte-VO sehen diese jedoch nur einen geringeren Schutzstandard für Fluggäste vor.

### Arten rechtserheblicher Flugunregelmäßigkeiten
Ansprüche der Flugreisenden auf Sach- und Geldleistungen normieren die Art. 6 ff. der Fluggastrechte-VO für Fälle überdurchschnittlicher Flugunregelmäßigkeiten. Hierzu zählen
- die Nichtbeförderungen insbesondere bei Überbuchung,
- Flugausfälle und
- mehrstündige Verspätungen.

### Leistungsverpflichtete
Anspruchsgegner der Fluggastansprüche sind Fluggesellschaften, die betroffene Flüge durchführen. Dabei erfasst die Fluggastrechte-VO unterschiedslos Linienflüge und Charterflüge (einschließlich Billigflüge).
Nach Art. 3 ff. der Fluggastrechte-VO entstehen den Passagieren die Fluggastrechte stets gegenüber dem ausführenden Luftfahrtunternehmen. Der BGH stellte hierzu klar, dass es sich hierbei selbst dann um den maßgeblichen Anspruchsgegner handelt, wenn eine andere Fluggesellschaft einem Flugreisenden den Flug anbot und mit ihm einen Beförderungsvertrag schloss. Dies hat vor allem Auswirkungen auf die Anspruchslage bei code-sharing Flügen. Tritt hingegen allein eine bestimmte Fluggesellschaft gegenüber dem Fluggast in Erscheinung, so gilt diese als ausführendes und damit verpflichtetes Unternehmen, selbst wenn eine andere Airline unter einer Wetlease-Vereinbarung Flugzeug und Besatzung stellt. Dies bestätigte der EuGH mit dem Urteil C-523/17.
Auch bei Flügen im Rahmen von Pauschalreisen (Richtlinie 90/314/EWG) sind die Ansprüche nicht an den Reiseveranstalter zu stellen, sondern ebenso an das ausführende Luftfahrtunternehmen. Etwas anderes gilt freilich für den Anspruch auf anteilige Erstattung des Pauschalreisepreises wegen eines Reisemangels in Gestalt der Flugunregelmäßigkeit. Dieser steht dem Reisenden gemäß § 651m BGB gegen seinen Reiseveranstalter zu. Anrechnen lässt sich auf die entsprechende Rückzahlungspflicht jedoch gemäß Art. 12 Fluggastrechte-VO die Entschädigungspauschale aus Art. 7.

## Ansprüche

Vereinfachte Darstellung der Fluggastrechte (Entscheidungsbaum)

Bei Nichtbeförderung, Annullierung oder Verspätung staffelt sich der Umfang der Ansprüche nach der Flugdistanz. Berücksichtigt wird allerdings nicht die tatsächliche Flugstrecke. Stattdessen wird die Entfernung mit der Großkreismethode ermittelt.
Damit einem Passagier Fluggastrechte zustehen, muss er sich jeweils planmäßig und rechtzeitig am Check-in einfinden.

### Rechte bei Nichtbeförderung
Bei Nichtbeförderung – zum Beispiel wegen Überbuchung – hat der Passagier Anspruch auf:
- die Erstattung des Ticketpreises,
- den frühestmöglichen kostenlosen Rückflug zum Abflugort,
- die frühestmögliche Beförderung zum Zielort oder
- die Beförderung zum Zielort zum Wunschtermin (sofern Plätze frei sind).

Zu leisten hat die ausführende Fluggesellschaft ferner eine pauschale Ausgleichszahlung (Art. 7 VO (EG) Nr. 261/2004) von:
- 250 € für eine Flugstrecke bis zu 1.500 km,
- 400 € für eine Flugstrecke innerhalb der EU von mehr als 1.500 km und bei allen anderen Flugstrecken von einer Entfernung zwischen 1.500 und 3.500 km und
- 600 € bei Flugstrecken von mehr als 3.500 km mit Abflugs- oder Zielort außerhalb der EU.

Wird ein Alternativflug angeboten, der nicht später als zwei, drei bzw. vier Stunden (je nach oben genannter Entfernung) gegenüber dem geplanten Flug am Ziel eintrifft, stehen die Ausgleichsleistungen nur zu 50 % zu.
Menschen mit eingeschränkter Mobilität und deren Begleitpersonen sowie Kinder ohne Begleitung haben ein Vorrecht auf freiwerdende Plätze.

### Rechte bei Annullierung
Der Passagier hat wahlweise Anspruch auf:
- Erstattung des Ticketpreises,
- einen kostenlosen Rückflug zum Abflugort oder
- anderweitige Beförderung zum Zielort.[1]

Darüber hinaus hat die Fluggesellschaft eine pauschale Entschädigung (Ausgleichsleistungen, Art. 5 Abs. 1 c i. V. m. Art. 7 Verordnung (EG) Nr. 261/2004) zu zahlen:
- 250 € für eine Flugstrecke bis zu 1.500 km,
- 400 € für eine Flugstrecke innerhalb der EU von mehr als 1.500 km und bei allen anderen Flugstrecken von einer Entfernung zwischen 1.500 und 3.500 km und
- 600 € für eine Flugstrecke von mehr als 3.500 km mit Abflugs- oder Zielort außerhalb der EU.

Besonders vorteilhaft für Reisende ist dabei, dass sie einen tatsächlichen Schaden nicht nachweisen müssen, da es sich um eine pauschalierte Entschädigung für entstandene Unannehmlichkeiten handelt. Die Entschädigungszahlungen stehen einem Passagier gleichwohl nur zu, wenn
- die Fluggesellschaft nicht bis spätestens 14 Tage vor dem geplanten Abflug den Fluggast verständigt hat
- und der Fluggast über die Annullierung stattdessen in einem Zeitraum zwischen zwei Wochen und sieben Tagen vor der planmäßigen Abflugzeit unterrichtet wird, aber kein Angebot zu anderweitiger Beförderung erhält, die es ihm ermöglicht, nicht mehr als zwei Stunden vor der planmäßigen Abflugzeit abzufliegen und ihr Endziel höchstens vier Stunden nach der planmäßigen Ankunftszeit zu erreichen
- oder der Fluggast über die Annullierung erst weniger als sieben Tage vor der planmäßigen Abflugzeit unterrichtet wird und kein Angebot zu anderweitiger Beförderung erhält, die es ihm ermöglicht, nicht mehr als eine Stunde vor der planmäßigen Abflugzeit abzufliegen und das Endziel nicht später als zwei Stunden nach der planmäßigen Ankunftszeit zu erreichen.

Wird ein Alternativflug angeboten, der nicht später als zwei, drei bzw. vier Stunden (je nach oben genannter Entfernung) gegenüber dem geplanten Flug am Ziel eintrifft, stehen ihm die Ausgleichsleistungen nur zu 50 % zu.
Darüber hinaus entfällt ein Anspruch auf Ausgleichspauschalen dort, wo außergewöhnliche Umstände die Flugunregelmäßigkeit verursachen und ein Luftfahrtunternehmen deshalb den Flug nicht zumutbar rechtzeitig durchführen kann (siehe Abschnitt Außergewöhnliche Umstände).

### Rechte bei verfrühtem Abflug
Der BGH stellte mit dem Urteil vom 9. Juni 2015 klar, dass eine Flugvorverlegung von mehreren Stunden einen Schadensersatzanspruch der Reisenden begründet. Das Gericht vertritt die Ansicht, dass in einer mehr als nur geringfügigen Vorverlegung eines geplanten Fluges durch die Airline eine Annullierung des Fluges liege – verbunden mit dem Angebot auf Abschluss eines anderweitigen Beförderungsvertrages.

### Rechte bei verspätetem Abflug
Bei verzögerter Beförderung infolge einer Annullierung oder Flugverspätung sind dem Fluggast diverse Sachleistungen bereitzustellen. Hierzu zählen Mahlzeiten, Getränke, zwei kostenlose Telefongespräche oder Telefaxe oder Telexe oder E-Mails. Falls dringend notwendig, zum Beispiel falls der tatsächliche Abflug erst am Folgetag möglich ist, stehen dem Fluggast eine Hotelunterkunft inklusive des Transfers zu. Alle diese Rechte entstehen jedoch nur bei einer Verspätung des Abfluges von:
- über 2 Stunden für eine Flugstrecke kleiner gleich 1.500 km,
- über 3 Stunden für eine weitere Strecke innerhalb der EU oder kleiner gleich 3.500 km und
- über 4 Stunden bei Flugstrecken außerhalb der EU größer 3.500 km.

Bei einer Verspätung ab fünf Stunden beim Abflug (auch eines Anschlussfluges) können Passagiere die Reise abbrechen und haben dann Anspruch auf die (Teil-)Erstattung des Ticketpreises binnen sieben Tagen und gegebenenfalls auf einen kostenlosen Rückflug zum Ausgangspunkt. Des Weiteren können Passagiere kostenlos von ihrem Flug zurücktreten, wobei der volle Ticketpreis seitens der Fluggesellschaft zurückerstattet werden muss und keinerlei Stornogebühren angerechnet werden dürfen.
In besonderen Fällen ist es den Passagieren sogar gestattet, eigenmächtig einen Ersatzflug zu buchen und die entstandenen Kosten dafür von der Fluggesellschaft zurückzufordern. Voraussetzung dafür ist, dass der Reiseveranstalter versäumt hat, die Reisenden bei der Buchung auf deren Pflicht zur Mängelanzeige hinzuweisen; dies stellte der BGH in seinem Urteil vom 3. Juli 2018 klar.

### Rechte bei verspäteter Ankunft
Seit der Entscheidung des EuGH vom 19. November 2009 in den verbundenen Rechtssachen Sturgeon/Condor sowie Böck und Lepuschitz/Air France stehen Fluggästen die gleichen Ausgleichsleistungen wie bei einer Annullierung zu, wenn sie eine Verspätung von mehr als drei Stunden erleiden (unabhängig von der Entfernung).
Die Staffelung der Entschädigung bei einer um über drei Stunden verspäteten Ankunft am Zielort entspricht derjenigen bei Flugausfällen: Je nach Flugstrecke hat ein Fluggast Anspruch auf eine Ausgleichszahlung von 250 €, 400 € oder 600 € (siehe obigen Abschnitt zu Annullierungen). Maßgeblich für die Berechnung der Verspätung ist nach einer Entscheidung des EuGH vom 4. September 2014 nicht der Zeitpunkt des Aufsetzens des Flugzeugs am Zielort, sondern der Zeitpunkt des Öffnens der Türen.
Abgestellt wird dabei auf die Ankunft am Endziel. Ein Anspruch besteht also auch dann, wenn Zubringerflug mit geringerer Verspätung stattfindet und sich eine Verzögerung von über drei Stunden erst ergibt, weil ein Passagier seinen Anschlussflug verpasst. Offen blieb dabei zunächst, ob ein Recht auf Ausgleichszahlung nur besteht, wenn der Anschlussflug innerhalb der EU verpasst wird. Dies bejahte der BGH zunächst 2012 in einem Urteil. Als allerdings 2018 der EuGH erstmals mit der Frage konfrontiert wurde, entschied das Gericht zugunsten der Fluggäste, dass ihnen ein Entschädigungsanspruch auch dann zufällt, wenn der verpasste Anschlussflug außerhalb der EU startet. Mit Urteil vom 11. Juli 2019 ging das Gericht sogar noch darüber hinaus und bejahte einen Ausgleichsanspruch sogar dort, wo bei einer mehrgliedrigen in der EU startenden Flugverbindung erst auf einer Strecke außerhalb der EU eine Unregelmäßigkeit auftritt, die zu einer über dreistündigen Verspätung am Endziel führt.
Zudem stellte der EuGH 2019 klar, dass ein Ausgleichsanspruch bei verpassten Anschlussflügen nicht verlangt, dass dieselbe Airline die Beförderung auf mehreren Teilstrecken durchführt. Zuvor war unklar gewesen, ob es bei der Verantwortung unterschiedlicher Fluggesellschaften für verschiedene Teilstrecken einer Entschädigung entgegensteht, wenn der Zubringerflug sich um weniger als drei Stunden verzögert und erst das Verpassen einer Anschlussverbindung eine erhebliche Gesamtverspätung am endgültigen Ziel verursacht. Nach der neuen Rechtsprechung setzt der Ausgleichsanspruch bei verpassten Anschlussflügen nur noch voraus, dass die mehrgliedrige Verbindung einheitlich gebucht wurde, um eine Verpflichtung der ausführenden Fluggesellschaft des Zubringers zu begründen. Dieser Linie schloss sich der BGH an und entschied 2022, dass bei einer einheitlichen Flugbuchung mit mehreren Teilflügen das Unternehmen, welches die Buchung erteilt, ausführendes Luftfahrtunternehmen für die gesamte Verbindung ist, auch wenn ein Teilflug ausweislich der Buchung von einem anderen Unternehmen ausgeführt wird und auf diesem Teilflug die Verspätung entsteht.

### Weitere Rechte
Rücksicht zu nehmen ist bei allen Betreuungsmaßnahmen insbesondere auf die Bedürfnisse von Menschen mit eingeschränkter Mobilität und deren Begleitpersonen sowie auf die Bedürfnisse von Kindern ohne Begleitung (Art. 11 Fluggastrechte-VO).
Eine Höherstufung des Passagiers in der Beförderungsklasse muss kostenfrei erfolgen. Eine Herabstufung berechtigt den Betroffenen gemäß Art. 10 Fluggastrechte-VO zur Rückerstattung des Ticketpreises in Höhe von 30 % auf Kurzstrecken, 50 % auf Mittelstrecken und 75 % auf Langstrecken.
Die Ausgleichspauschalen der Fluggastrechte-VO lassen weiterführende Schadensersatzforderungen unberührt (Art. 12 Fluggastrechte-VO). Gleichwohl limitiert das Montrealer Übereinkommen die Höhe solcher Ansprüche auf bis zu 4150 Sonderziehungsrechte (SZR). Zudem kann die Fluggesellschaft die geschuldete Entschädigungspauschale mit weiteren Schadensersatzansprüchen verrechnen, soweit diese nur Unannehmlichkeiten infolge der Flugunregelmäßigkeit kompensieren sollen.
Derartige Ersatzansprüche kommen auch jenseits des Anwendungsbereichs der Fluggastrechte-VO in Betracht, setzen aber im Rahmen des allgemeinen Schuldrechts eine Quantifizierbarkeit und Nachweisbarkeit des Schadens voraus. Schuldrechtliche Ersatzansprüche unterscheiden sich ferner dadurch von solchen der Fluggastrechte-VO, dass sie sich gegen das Vertragsunternehmen richten und nicht gegen die durchführende Fluggesellschaft. Werden die Ansprüche nicht befriedigt, steht der Rechtsweg offen.

### Modalitäten der Geld- und Sachleistungen
Geleistet werden müssen Geldleistungen bar, per Überweisung, per Scheck oder – bei schriftlichem Einverständnis des Passagiers – in Form von Reisegutscheinen innerhalb von sieben Tagen ab dem Zeitpunkt der Flugunregelmäßigkeit (Art. 8, Abs. 1, Buchst. a Verordnung (EG) Nr. 261/2004).
Für die Berechnung der für die Entschädigungshöhe maßgeblichen Entfernung wird der letzte Zielort angenommen, der durch die Flugunregelmäßigkeit verzögert erreicht wird. Dabei werden aber nur Strecken und Umsteigepunkte berechnet, die mit ein und derselben Fluggesellschaft in einem zusammenhängenden Flugticket gebucht wurden. Sind mehrere verschiedene voneinander unabhängig gebuchte Fluggesellschaften in einem Gesamtflug involviert, wird jede Flugstrecke einer Gesellschaft für sich betrachtet.
Werden Ausweichflughäfen angeboten, hat die Fluggesellschaft die Kosten des Transfers zu dem ursprünglichen Zielflughafen oder einem mit dem Kunden vereinbarten Zielort zu tragen.

## Außergewöhnliche Umstände
Wie das Montrealer Übereinkommen beschränkt Art. 5 Abs. 3 Verordnung (EG) Nr. 261/2004 Verpflichtungen für ausführende Luftfahrtunternehmen in den Fällen, in denen ein Vorkommnis auf außergewöhnliche Umstände zurückgeht und diese auch mit allen zumutbaren Maßnahmen nicht vermeiden ließen.
Nach einem Urteil des Gerichtshofs der Europäischen Union (EuGH) in der Rechtssache Wallentin-Hermann gegen Alitalia können Umstände nur dann als „außergewöhnlich“ qualifiziert werden, wenn sie ein Vorkommnis betreffen, das nicht Teil der normalen Ausübung der Tätigkeit des betroffenen Luftfahrtunternehmens ist. Das Ereignis muss aufgrund seiner Natur oder Ursache für das Luftfahrtunternehmen unbeherrschbar sein. Bestätigt hat der EuGH dies inzwischen in den Entscheidungen zu den verbundenen Rechtssachen Sturgeon gegen Condor bzw. Böck und Lepuschitz gegen Air France.
Eintreten können entsprechende Umstände mithin insbesondere bei politischer Instabilität, sicherheitsgefährdenden Wetterbedingungen, unerwarteten Mängeln der Flugsicherung, sonstigen Sicherheitsrisiken sowie bei Streiks. Bei „wilden Streiks“ in Form von flächendeckenden Krankmeldungen entschied der EuGH indes 2018, dass es sich hierbei nicht um einen außergewöhnlichen Umstand handelt. Umstritten ist im Übrigen hinsichtlich Arbeitskampfmaßnahmen noch, inwiefern ein Streik als für die Fluggesellschaft beherrschbarer Vorfall gilt, wenn sie durch mangelnde Verhandlungsbereitschaft die Arbeitsniederlegung provoziert.
Festgestellt haben deutsche Gerichte dagegen mittlerweile, dass sogenannte unerwartet auftretende Defekte nicht unter die Ausnahme in der Verordnung fallen, weil jeder Defekt irgendwann einmal eintreten kann und damit als vorhersehbar gilt. Auch der EuGH bejahte dies in einem Urteil, indem er anerkannte, dass Airlines Fluggästen auch bei Annullierung eines Fluges wegen unerwarteter technischer Probleme eine Ausgleichszahlung leisten müssen, sofern diese nicht auf Sabotage, unerkannten Konstruktionsfehlern oder Terrorangriffen beruhen. Unterdessen hat der EuGH außergewöhnliche Umstände dort angenommen, wo ein technischer Defekt auf einer Beschädigung durch Fremdobjekte von außen beruht – zum Beispiel, wenn eine Schraube auf dem Rollfeld einen Riss im Flugzeugreifen verursacht.
Nach Ansicht des Bundesgerichtshofes kann hingegen ein Vogelschlag als außergewöhnliches Ereignis einzustufen sein. Die Abwehr von Vögeln obliege schließlich vorrangig dem Flughafenbetreiber und nicht der Fluggesellschaft und entzöge sich somit ihrem Einflussbereich. Allerdings sei in jedem Einzelfall zu prüfen, ob auch die Fluggesellschaft alles ihr Zumutbare getan hat, um auf Vogelschlag beruhende Verzögerungen oder Annullierungen abzuwenden. Inzwischen bestätigte auch der EuGH mit seiner Entscheidung vom 4. Mai 2017, dass Vogelschläge als außergewöhnliche Umstände im Sinne des Art. 5 Abs. 3 Verordnung (EG) Nr. 261/2004 anzusehen sind. Ein gegenläufiges Urteil des KG Berlin aus dem Jahr 2009 dürfte somit obsolet geworden sein.
Zu beachten ist ferner, dass ein Ausgleichsanspruch selbst bei Feststellung außergewöhnlicher Umstände ausnahmsweise dort in Betracht kommt, wo eine schnellere Beförderung dennoch mit zumutbaren Maßnahmen möglich gewesen wäre. So entschied das Amtsgericht Königs Wusterhausen, es wäre einer am Flughafen Berlin-Schönefeld startenden und landenden „Billigfluggesellschaft“ zumutbar gewesen, eine Ersatzmaschine einzusetzen.
Am 31. Januar 2013 entschied der EuGH im Übrigen, dass ein Luftfahrtunternehmen auch Fluggäste betreuen muss, deren Flug aufgrund außergewöhnlicher Umstände wie der Schließung des Luftraums nach dem Ausbruch des Vulkans Eyjafjallajökull annulliert wurde. Das Unionsrecht kenne keine zeitliche oder finanzielle Begrenzung der Pflicht zur Betreuung der Fluggäste durch Unterbringung, Mahlzeiten und Erfrischungen, so das Gericht.
Daneben konkretisierte die Rechtsprechung inzwischen auch die zweite Voraussetzung für die Entlastung von der Ausgleichspflicht nach Art. 5 Abs. 3 Verordnung (EG) Nr. 261/2004, nämlich die Unvermeidbarkeit der außergewöhnlichen Umstände bzw. der daraus resultierenden Flugunregelmäßigkeit durch zumutbare Maßnahmen: So stellt der EuGH mit Urteil vom 11. Juni 2020 beispielsweise klar, dass zu letzteren auch die Umbuchung einzelner Passagiere auf Alternativflüge des ausführenden Luftfahrtunternehmens oder anderer Fluggesellschaften zählen kann.

## Durchsetzung von Ansprüchen
Unterschiedliche Schätzungen gehen davon aus, dass in Deutschland jedes Jahr berechtigte Ansprüche im Wert von 200–700 Millionen Euro nicht geltend gemacht werden. Ein zentraler Grund hierfür besteht darin, dass vielen eine eigenständige Durchsetzung im Verhältnis zu den möglichen Entschädigungssummen zu riskant und zu aufwändig erscheint. Deshalb haben sich inzwischen auf dem Markt Unternehmen etabliert, die mittels Prozessfinanzierung oder Factoring geschädigten Fluggästen Unterstützung bei der Durchsetzung von Fluggastrechten anbieten. Zu unterscheiden ist bei diesen Dienstleistern strukturell zwischen Inkasso-Portalen und so genannten Sofort-Entschädigern (siehe unten). Bei einzelnen, nicht in der EU ansässigen Fluggesellschaften insbesondere aus dem nordafrikanischen Raum scheitert die Durchsetzung von Ansprüchen daran, dass die Fluggesellschaften selbst bei rechtskräftigen Gerichtsurteilen die Zahlung verweigern und Kontenpfändungen im jeweiligen Herkunftsland der Fluggesellschaft rechtlich nicht durchsetzbar sind.

### Eigenständige Durchsetzung durch den Fluggast
Die Geltendmachung der Ansprüche richtet sich nach dem jeweiligen nationalen Zivilprozessrecht. Welches einschlägig ist, bestimmt sich maßgeblich nach dem Land des Start- und Zielflughafens des betroffenen Flugs. Der Fluggast hat die Wahl, an welchem dieser Orte er die Klage erhebt. Auch wenn eine Fluggesellschaft mit Sitz außerhalb der EU den fraglichen Flug durchführt, bestimmt sich der Gerichtsstand nach dem Erfüllungsort, also dem Abflugs- oder Ankunftsort (siehe § 29 Abs. 1 ZPO).
Ein Fluggast kann in Deutschland seine Ansprüche aus Verordnung (EG) Nr. 261/2004 selbstständig gegenüber seiner Fluggesellschaft einfordern. Dies gilt sowohl für außergerichtliche als auch für gerichtliche Schritte zur Durchsetzung, da ein Verfahren aufgrund der geringen Streitwerte in der Regel vor dem jeweiligen Amtsgericht stattfindet, vor dem kein Anwaltszwang herrscht (vgl. § 78 ZPO). Ein Anwalt kann dennoch optional hinzugezogen werden.
Für die außergerichtliche Geltendmachung bietet es sich an, ein Musterschreiben zu verwenden. Es kommt allerdings vor, dass Fluggesellschaften trotz Entschädigungspflicht solchen Aufforderungen durch Privatleute nicht nachkommen. In diesen Fällen stehen dem Fluggast zunächst Schlichtungsstellen offen, vor denen aber häufig nur Vergleiche erwirkt werden und keine umfassenden Entschädigungen.
Entscheidet sich ein Fluggast für die gerichtliche Durchsetzung seines Anspruchs, kann er nicht nur seine Ausgleichsforderung selbst durchsetzen, sondern zugleich den Ausgleich seiner Prozesskosten einfordern. Vor einer gerichtlichen Geltendmachung seiner Ansprüche muss er dafür aber die jeweilige Fluggesellschaft zuvor schriftlich unter Fristsetzung zur Zahlung auffordern, da er ansonsten im Falle eines sofortigen Anerkenntnisses die Prozesskosten zu tragen hat. Umgekehrt übernimmt der Fluggast bei einer eigenständigen gerichtlichen Durchsetzung das Prozessrisiko: Er hat für die Gerichtsgebühren in Vorleistung zu treten und bei Klageabweisung die Anwaltsgebühren der Gegenseite zu zahlen.

### Durchsetzung durch Fluggastrechtsportale (Inkasso-Portale)
Inkasso-Dienste unterstützen Fluggäste bei der Durchsetzung ihrer Ansprüche gegen Fluggesellschaften, indem sie die Einziehung der Forderungen besorgen und hierfür die Verfahrenskosten übernehmen. Ihre Vergütung für diese Leistung ist üblicherweise über eine anteilige Erfolgsprovision an durchgesetzten Entschädigungszahlungen geregelt. Vereinzelt wird alternativ eine jährliche Versicherungsgebühr berechnet und dafür eine provisionsfreie Durchsetzung im Bedarfsfall angeboten.
Hierdurch ergibt sich für einen Fluggast die Möglichkeit zur Durchsetzung seiner Fluggastrechte, ohne dass ihm eigener Aufwand entsteht und ohne dass er das Prozessrisiko tragen muss. Eine Entschädigung wird bei Inanspruchnahme von Inkasso-Portalen allerdings erst ausgekehrt, sobald auch die Fluggesellschaft gegenüber dem Dienstleister gezahlt hat. Inkasso-Dienste erlauben Fluggästen über ihre Webplattformen zudem eine Vorabprüfung ihrer Ansprüche.

### Sofort-Entschädiger
Da Inkasso-Portale je nach Schwierigkeit der Durchsetzung von Fluggastrechten mehrere Wochen bis Monate zur Auszahlung benötigen, hat sich am Markt zudem eine Reihe von Sofort-Entschädigern positioniert. Auf ihren Webplattformen erlauben sie Fluggästen eine formularmäßige Vorabprüfung ihrer Entschädigungsberechtigung. Auf dieser Grundlage bieten sie Fluggästen an, ihre Ansprüche gegen eine Direktzahlung abzukaufen.
Hierfür berechnen die Sofort-Entschädiger jedoch typischerweise als Service-Gebühr eine höhere Marge des Nennwerts einer abgekauften Forderung als die Inkasso-Portale. Einige Sofort-Entschädiger zahlen mittlerweile dennoch ähnlich viel aus wie Inkasso-Dienste. Ermöglicht wird dies durch geringe Bearbeitungskosten, da Forderungen mithilfe von Legal Technology stark automatisiert abgekauft und durchgesetzt werden.

## Beschwerdestelle

### Deutschland
In Deutschland ist das Luftfahrt-Bundesamt (LBA) die zuständige Behörde für die Durchsetzung der Verordnung (EG) Nr. 261/2004. Über den Bürgerservice des Luftfahrt-Bundesamt sind auch Beschwerdeformulare und weitere Informationen verfügbar. Das LBA kümmert sich aber nur um die gewerberechtliche Aufsicht. Eine Schlichtung der zivilrechtlichen Ansprüche zwischen Fluggast und Fluggesellschaft erfolgt durch das LBA nicht (siehe dazu aber unten im Kapitel Schlichtung im Luftverkehr).
Für Reisen ab dem 1. November 2013 können sich Passagiere an die Schlichtungsstelle für den öffentlichen Personenverkehr (SOEP) wenden; zunächst muss aber die Fluggesellschaft kontaktiert worden sein. Die Schlichtungsstelle hilft nur Privatpersonen mit Ansprüchen zwischen 10 und 5.000 Euro. Zu beachten ist, dass die Fluggesellschaften eingetragene Mitglieder bei der SOEP sind. Hat die Fluggesellschaft ihren Sitz im EU-Ausland, kann man sich ebenfalls an das Europäische Verbraucherzentrum wenden.

### Österreich
In Österreich obliegt die Annahme von Beschwerden der Agentur für Passagier- und Fahrgastrechte (apf), eine Servicestelle des Bundesministeriums für Klimaschutz, Umwelt, Energie, Mobilität, Innovation und Technologie (BMK).

### Schweiz
In der Schweiz ist die für Fluggastrechte zuständige Servicestelle das Bundesamt für Zivilluftfahrt (BAZL). Das BAZL kann den Anspruch auf Ausgleichszahlung nicht für den Fluggast durchsetzen. Es besteht jedoch die Möglichkeit, dass die Fluggesellschaft eine Zahlung im Rahmen des Verfahrens tätigt, da das BAZL ein Bußgeld gegen die Fluggesellschaft verhängen kann. Voraussetzung ist, dass das BAZL ebenfalls zum Schluss kommt, dass eine Zahlung geschuldet ist.

## Schlichtung im Luftverkehr

### Deutschland
Am 21. März 2013 hat der Deutsche Bundestag das Gesetz zur Schlichtung im Luftverkehr verabschiedet, das in Deutschland ein Schlichtungsverfahren für Streitigkeiten zwischen Fluggästen und Luftverkehrsunternehmen einführt (durch Änderung, bzw. Ergänzung der §§ 57 ff. des deutschen Luftverkehrsgesetzes (LuftVG)).
Luftverkehrsunternehmen werden verpflichtet, eine Schlichtungsstelle einzurichten oder sich einer solchen anzuschließen (§ 57 LuftVG n.F.). Nach dem Gesetz steht es den Fluggesellschaften frei, eine privatrechtlich organisierte Einrichtung als Schlichtungsstelle zu wählen. Andernfalls werden sie einer behördlichen Schlichtung beim Bundesamt für Justiz (BfJ) unterworfen (§ 57a LuftVG n.F.).
Das Verfahren ist für die Fluggäste zunächst kostenfrei (nur bei missbräuchlicher Inanspruchnahme kann dann nach § 57 Abs. 4 Satz 2 LuftVG n.F., bzw. § 57a Abs. 3 Satz 2 LuftVG n.F. eine Kostenerstattung auch vom Fluggast verlangt werden). Zwei Jahre nach Beginn der Schlichtung soll das Ministerium das bisherige Verfahren überprüfen und im Bedarfsfall eine geringe Gebühr einführen.
In § 57b LuftVG wird bestimmt, dass hiervon nur Ansprüche von Verbrauchern (im Sinne des § 13 BGB) und in einer Forderungshöhe von max. 5.000 Euro betroffen sind. Somit sind z. B. Vorfälle aus Geschäftsreisen nicht nach diesem System schlichtungsfähig. In § 57b LuftVG n.F. werden zudem weitere Anforderungen aufgestellt, wann eine Schlichtung zulässig ist und wann nicht. Hierzu hatte das Bundesministerium der Justiz (BMJ) ergänzend die Verordnung nach § 57c des Luftverkehrsgesetzes zur Schlichtung im Luftverkehr (Luftverkehrsschlichtungsverordnung – LuftSchlichtV) erlassen.
Die neuen Regelungen gelten verbindlich seit 1. November 2013.
Kritisiert wurde während des Gesetzgebungsverfahrens unter anderem, dass die Neuregelung keine einheitliche Stelle für alle Fluggesellschaften vorsieht und es jeder Fluggesellschaft freisteht, ihre eigene Schlichtungsstelle zu wählen.

## Übereinkommen von Montreal

### Regelungsgebiete
- Verlust, Beschädigung oder Verspätung des Gepäcks
- Tod oder Verletzung des Passagiers während des Fluges
- (Verlust, Beschädigung oder Verspätung von Frachtgut)[78]

### Gepäckschäden
Schadensersatz kann nur gegenüber ausführenden Fluggesellschaften geltend gemacht werden. Neben dem Vertragsunternehmen kann auch gegen die durchführende Fluggesellschaft vorgegangen werden (Code Sharing). Die Höhe ist auf bis zu 1.288 SZR limitiert (Anm.: geändert von 1.000 SZR auf 1.131 SZR durch Anpassung nach Art. 25 MÜ im Jahre 2009; durch weitere Anpassung im Jahre 2019 erfolgte dann die Erhöhung auf die nunmehr gültigen 1.288 SZR). Werden die Ansprüche nicht befriedigt, steht der Rechtsweg offen.
Schäden am eingecheckten Gepäck müssen innerhalb von sieben Tagen und bei verspätetem Gepäck innerhalb von 21 Tagen (beachte hier: Ausschlussfrist!) nach dem Eintreffen schriftlich geltend gemacht werden.

### Körperschäden während des Fluges
Bis zu einem Höchstbetrag von 128.821 Sonderziehungsrechten pro Fluggast besteht eine verschuldensunabhängige Haftung (Anmerkung: Anhebung der Haftungshöchstgrenze auf 128.821 SZR im Jahre 2019 nach Art. 24 MÜ).(Anmerkung: Zuvor war im Jahre 2009 die ursprünglich bei Inkrafttreten des Vertrages auf 100.000 SZR limitierte Haftungssumme auf 113.100 SZR angehoben worden.) Für den darüber hinausgehenden Schaden besteht eine unbegrenzte Haftung des Luftfrachtführers für vermutetes Verschulden. Der Luftfrachtführer kann einer unbegrenzten Haftung nur entgehen, wenn er nachweist, dass sein Verhalten nicht zum Schadenseintritt beigetragen hat (Art. 17 Abs. 1 und Art. 21 MÜ).
Schadensersatz kann nur gegenüber vertraglichen Fluggesellschaften geltend gemacht werden. Neben dem Vertragsunternehmen kann auch gegen die durchführende Fluggesellschaft vorgegangen werden (Code Sharing). Es besteht ein Anspruch auf die Deckung unmittelbarer finanzieller Bedürfnisse. Werden die Ansprüche nicht befriedigt, steht der Rechtsweg offen.

## Nationale Rechtsordnungen

### Deutschland
Nach nationalem deutschen Recht werden Fluggastrechte im Luftverkehrsgesetz (LuftVG) geregelt.
Fluggastrechte nach internationalen Verträgen (z. B. nach Montrealer Übereinkommen) oder EU-Recht sind jedoch vorrangig.

### Kanada
Im Jahr 2019 erließ die Canadian Transportation Agency (CTA) umfassende Vorgaben zum Schutz von Fluggastrechten: die so genannten Air Passenger Protection Regulations (APPR). Die neugefasste kanadische Verordnung normiert Rechte und Pflichten von Fluggesellschaften und Fluggästen auf Flügen aus, in und nach Kanada bei Flugunregelmäßigkeiten wie Annullierungen oder Nichtbeförderung. Die APPR orientieren sich teilweise am Vorbild der EU-FluggastrechteVO und sehen dementsprechend für Flugverspätungen oder -ausfälle ebenfalls pauschale Entschädigungszahlungen vor. Ein markanter Unterschied zur europäischen Rechtslage besteht jedoch darin, dass Fluggesellschaften auch bei gewöhnlichen betriebsbedingten Störungen wie technischen Defekten von der Ausgleichspflicht entbunden sind, wenn die Verzögerung oder Annullierung aus Sicherheitsgründen angezeigt ist.